# Матвеев, Алексей Сергеевич
Алексе́й Серге́евич Матве́ев (1913—2001) — советский инженер и учёный в области дефектоскопии металлов, лауреат Сталинской премии (1951).
Родился 13 ноября 1913 года в Мелитополе.
С 1949 г. работал в ЦНИИТМАШ (Центральный научно-исследовательский институт технологии машиностроения). В том же году организовал и возглавил ультразвуковую лабораторию отдела приборостроения. С 1952 г. начальник отдела приборостроения.
С 1959 до 1971 г. начальник отдела неразрушающих методов исследования металлов (ОНМИМ), созданного в результате объединения нескольких подразделений. С 1971 г. старший научный сотрудник лаборатории.
Под его руководством разработаны и созданы первые приборы УЗК (наклонный ПЭП, дефектоскоп УЗД-7Н (УДМ-1)) и многие приборы специального назначения.
Кандидат технических наук.
Сталинская премия I степени 1951 года — за изобретение ультразвукового микроскопа, усовершенствование и промышленное освоение методов ультразвуковой дефектоскопии.
Умер в Москве в июне 2001 года.
Сочинения:
- Технология контроля роторов и дисков с помощью ультразвука [Текст] / Канд. техн. наук А. С. Матвеев. — Москва : ЦБНТИ, 1958. — 7 с.; 22 см.
- Г. Н. Ермолов, А. С. Матвеев. Ультразвуковая дефектоскопия металлов [Текст] / [Под ред. инж. Л. М. Хинчина]. — Москва : ЦБНТИ, 1957. — 95 с. : ил.; 20 см.

Редактор и соавтор сборников:
- Виброизмерительная аппаратура ЦНИИТМаш [Текст] : [Сборник статей] / [Ред. канд. техн. наук А. С. Матвеев]. — Москва : Машгиз, 1958. — 110 с. : ил.; 22 см.
- Аппаратура для неразрушающих испытаний металлов [Текст] : [Сборник статей] / Науч. ред. канд. техн. наук А. С. Матвеев. — Москва : Отд. науч.-техн. информации, 1962. — 82 с., 1 л. схем. : ил.; 27 см.
- Ультразвуковые приборы ЦНИИТМАШ . Сборник статей под ред . А. С. Матвеева . М. , Машгиз , 1958. 87 стр .
- Методы и аппаратура для дефектоскопии металлов [Текст] : [Сборник статей] / Науч. ред. канд. техн. наук А. С. Матвеев. — Москва : Отд. науч.-техн. информации, 1964. — 60 с. : ил.; 27 см.
- Приборы и датчики для измерения деформации и упругих характеристик металлов [Текст] : [Сборник статей] / Науч. ред. канд. техн. наук А. С. Матвеев. — Москва : Отд. науч.-техн. информации, 1962. — 57 с., 3 л. табл. : ил.; 27 см.
- Методы и аппаратура для неразрушающих исследований металлов [Текст] / Науч. ред. канд. техн. наук А. С. Матвеев. — Москва : Отд. науч.-техн. информации, 1966. — 127 с. : ил.; 27 см.
- Измерение упругих характеристик материалов динамическими методами [Текст] : [Сборник статей] / Науч. ред. канд. техн. наук А. С. Матвеев и М. Д. Медвинский. — Москва : Отд. науч.-техн. информации, 1969. — 55 с. : ил.; 26 см.